# Rito degli esorcismi

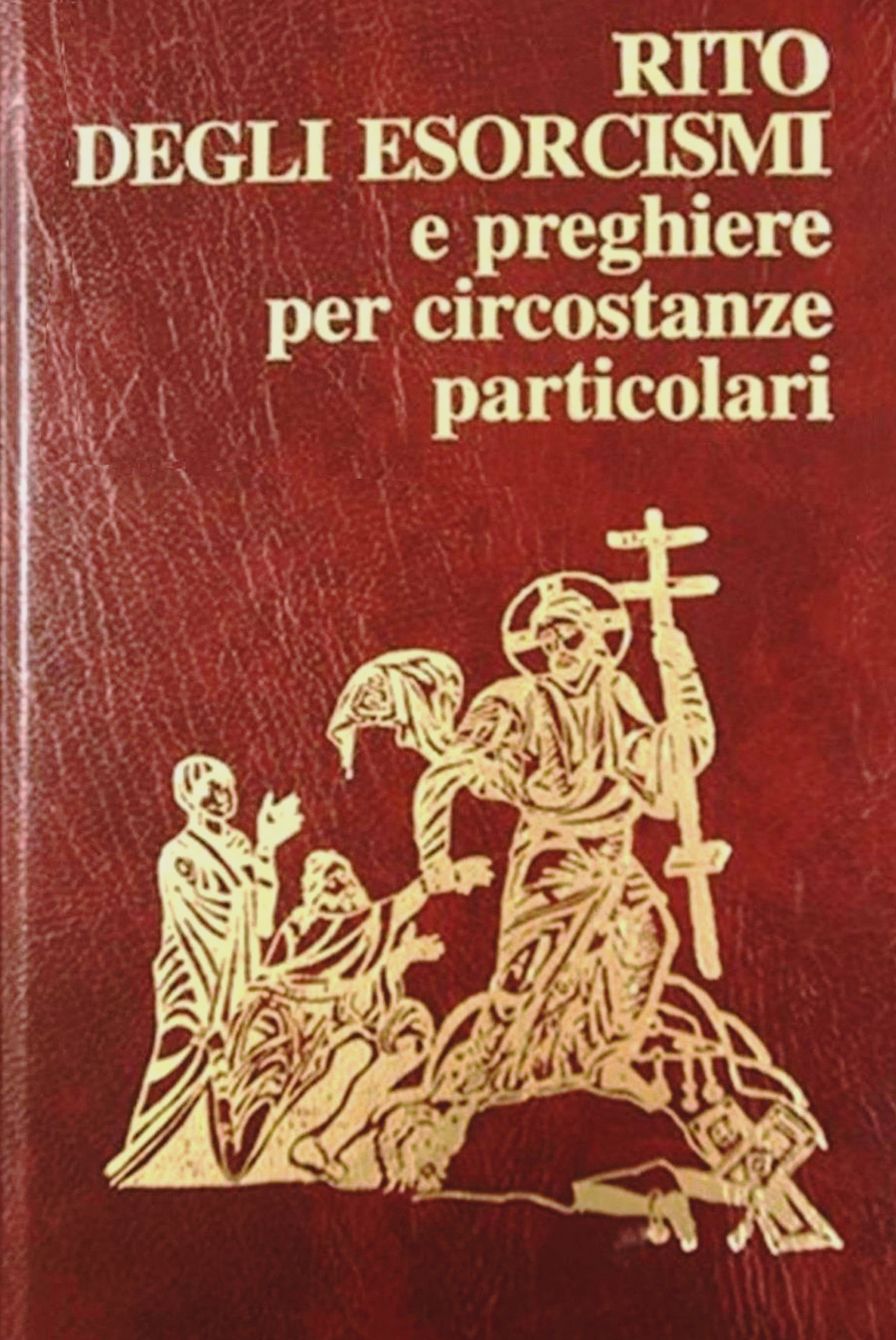
Copertina frontale del Libro sul Rito degli esorcismi e preghiere per circostanze particolari

Il Rito degli esorcismi e preghiere per circostanze particolari in latino: De exorcismis et supplicationibus quibusdam, (abbreviato: DESQ) è un testo del Rituale romano per l'esorcismo nella Chiesa cattolica. 
Riformato a norma dei decreti del Concilio Ecumenico Vaticano II fu approvato dal pontefice Giovanni Paolo II che ne autorizzò la promulgazione avvenuta con decreto della Sacra Congregazione per il culto divino, il 22 novembre 1998. 

## Le parti costitutive del Rito degli Esorcismi
Il suddetto libro comprende:
INTRODUZIONE
PROEMIO
PREMESSE GENERALI
- I. La vittoria di Cristo e il potere della Chiesa sui demoni
- II. Gli esorcismi nella missione santificante della Chiesa.
- III. Ministro e condizioni per l'esorcismo maggiore
- IV. Descrizione del rito
- V. Adattamenti spettanti all' esorcista
- VI. Adattamenti di competenza della Conferenza Episcopale

1 - RITO DELL'ESORCISMO MAGGIORE
- Riti d'inizio
- Litanie dei Santi
- Recita di un Salmo
- Lettura del Vangelo
- Imposizione delle mani
- Professione di fede
- Preghiera del Signore
- Il segno della Croce
- Insufflazione
- Formule di esorcismo
- Rendimento di grazie
- Rito di conclusione

2 - TESTI A SCELTA
- Salmi
- Vangeli
- Formule di esorcismo

APPENDICI
- I. Preghiere ed esorcismi per circostanze particolari
- II. Preghiere ad uso privato dei fedeli
  - Orazioni
  - Invocazioni alla Santissima Trinità
  - Invocazioni a Cristo Signore
  - Invocazioni alla beata Vergine Maria
  - Invocazione a san Michele Arcangelo
  - Preci litaniche